# Premio Samuel Johnson
El Premio Samuel Johnson o Premio de ensayo Samuel Johnson de la BBC (Samuel Johnson Prize o BBC Samuel Johnson Prize for Non-Fiction) es uno de los más prestigiosos premios para libros de no-ficción. 
Fue creado en 1999 siguiendo el modelo del NCR Book Award, que había desaparecido un año antes, y basándose en donaciones anónimas. El premio recibe el nombre del ensayista inglés Samuel Johnson y está dirigido a libros sobre historia, política, ciencia, viajes, deportes, viajes, biografías, autobiografías y artes. Los autores pueden ser de cualquier nacionalidad, pero el libro debe haber sido publicado en el Reino Unido en inglés.
Hasta 2008 se denominaba Premio Samuel Johnson de la BBC Cuatro, dado que estaba organizado por el canal televisivo BBC Four. En 2009 fue renombrado como Premio Samuel Johnson de la BBC para libros de no-ficción, y pasó a ser organizado por BBC Two. El nuevo nombre respondía al deseo de la BBC de cubrir mediáticamente el premio a través del programa The Culture Show de la BBC Two.
Antes del cambio de nombre el premio era de £30.000 para el ganador y £2500 para los finalistas. En 2009 el premio bajó hasta £20.000 para el ganador y hasta £1000 para los finalistas.

## Premiados
- 2014: H is for Hawk de Helen Macdonald
- 2013: The Pike (Fourth Estate) de Lucy Hughes-Hallett
- 2012: Into the Silence: The Great War, Mallory and the Conquest of Everest (The Bodley Head) de Wade Davis
- 2011: Mao’s Great Famine: The History of China’s Most Devastating Catastrophe, 1958-62 (Bloomsbury) de Frank Dikötter
- 2010: Nothing to Envy: Real Lives in North Korea (Granta) de Barbara Demick
- 2009: Leviathan, or the Whale (Fourth Estate) de Philip Hoare
- 2008: The Suspicions of Mr Whicher: or The Murder at Road Hill House (Bloomsbury) de Kate Summerscale
- 2007: Imperial Life in the Emerald City: Inside Iraq’s Green Zone (Bloomsbury) de Rajiv Chandrasekaran
- 2006: 1599: A Year in the Life of William Shakespeare (Faber & Faber) de James Shapiro
- 2005: Like a Fiery Elephant: The Story of B.S. Johnson (Picador) de Jonathan Coe
- 2004: Stasiland: Stories from Behind the Berlin Wall (Granta) de Anna Funder
- 2003: Pushkin: A biography (HarperCollins) de T. J. Binyon
- 2002: Peacemakers (John Murray) de Margaret MacMillan
- 2001: The Third Reich: A New History (MacMillan) de Michael Burleigh
- 2000: BERLIOZ: Servitude and Greatness (Allen Lane) de David Cairns
- 1999: Stalingrad (Penguin) de Antony Beevor